# Карманово (платформа)
Карма́ново (платформа 122 км) — остановочный пункт тупикового ответвления Вербилки — Дубна Савёловского направления Московской железной дороги в деревне Карманово Талдомского городского округа Московской области.

## Пассажирская инфраструктура
Остановочный пункт расположен на перегоне Соревнование — Большая Волга между платформой 119 км и станцией Большая Волга, состоит из одной прямой высокой боковой платформы. На платформе имеется освещение и защитный навес для пассажиров. Турникетами не оборудована. Здесь останавливаются все электропоезда маршрутом Москва-Бутырская — Дубна / Большая Волга (кроме экспрессов).
Рядом с платформой проходят шоссе А104 и канал имени Москвы. В 800 метрах к северо-западу от платформы находится остановка «Карманово» автобусов № 24 «Автостанция Талдом — Дубна» (ЗЖБИ и ДК), № 55 «Автовокзал Дмитров — Дубна» (ЗЖБИ и ДК) и № 415к «метро Алтуфьево — Дубна» (ЗЖБИ и ДК).
На участке Карманово ― Большая Волга осенью 2000 года была снята одна из заставок пакета фонового оформления Первого канала с зеркальным логотипом. По сюжету заставки, вращающаяся единица была снята на переднем плане железнодорожного моста на линии через Сестру в тот момент, когда по нему проезжал электропоезд ЭР2Р-7048.
Была открыта 27 сентября 2021 года после реконструкции, в рамках которой здесь возвели новую платформу с тремя навесами от осадков, двумя новыми информационными табло, светодиодным освещением и системой аудиооповещения.